# ساحر (فانتازيا)

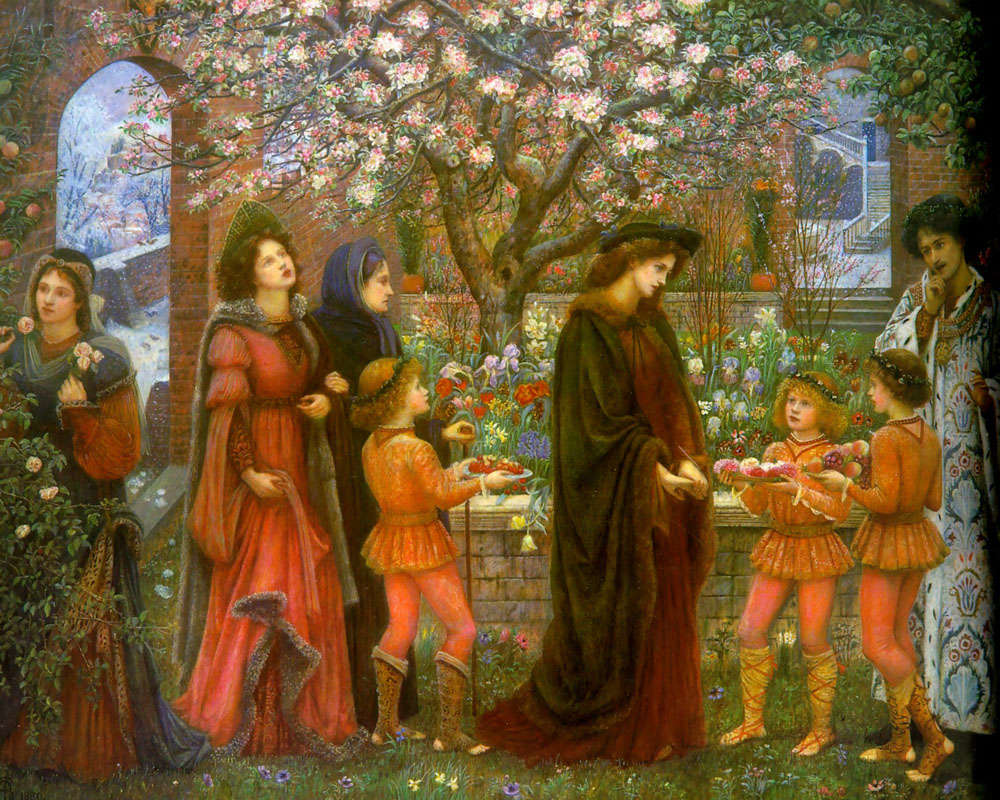
الحديقة المسحورة للسيد أنسالدو للمؤلفة ماري سبارتالي ستيلمان (1889): ساحر يصنع حديقة تحمل ثمارًا وزهورًا في الشتاء من أجل ميسير أنسالدو لكسب قلب سيدة متزوجة.

الساحر هو الشخص الذي يستخدم أو يمارس السحر المستمد من مصدر فوق طبيعي، تنجيمي، أو باطني.
السحرة هم شخصيات شائعة في أعمال الفانتازيا، مثل الأدب الفانتازي وألعاب تقمص الأدوار، ويتمتعون بتاريخ غني في الخرافات والأساطير والخيال والفولكلور.

## نماذج الشخصيات

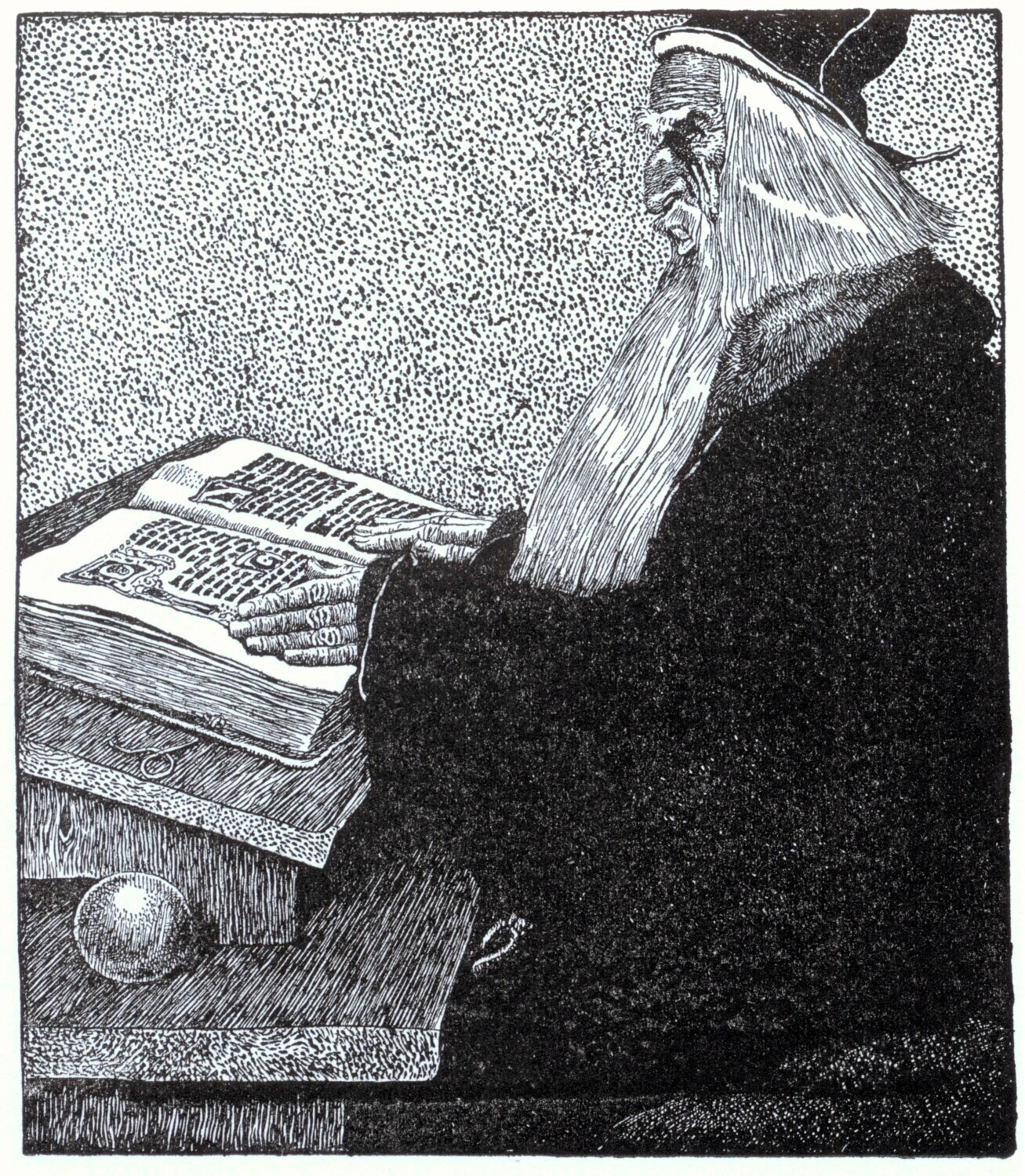
The Enchanter Merlin ، بقلم هوارد بايل ، من قصة الملك آرثر وفرسانه (1903)

في الروايات الرومانسية في العصور الوسطى، غالبًا ما يظهر المشعوذ كرجل عجوز حكيم ويعمل كمرشد، وتعتبر ميرلين من قصص الملك آرثر مثالًا رئيسيًا على ذلك. :195 ويوجد أيضًا مشعوذون مثل غاندالف في سيد الخواتم والبيس دامبلدور من هاري بوتر كموجهين، ولا تزال مرلين بارزة كقوة تربوية ومرشدة في الأعمال الحديثة لأرثريانا. :637  السحرة الآخرون، مثل سارومان من سيد الخواتم أو لورد فولدمورت من هاري بوتر ، ظهروا كأشرار عدائيين. :193
استكشف أورسولا ك. لو جوين وهو مشعوذ مسألة كيف تعلم المشعوذين فنهم، مقدمة إلى الخيال الحديث لدور المشعوذ كبطل. تم تطوير هذا الموضوع بشكل أكبر في الخيال الحديث، مما ادى غالبًا إلى جعل المشعوذين يبدون كأبطال في مهامهم الخاصة. قد يكون لمثل هؤلاء الأبطال مرشدهم الخاص، ويكون ساحر كذلك.  :637
بعض السحرة قادرين على ممارسة «السحر العظيم»، سواء الخير أو الشر.  :140–141 حتى الشعوذات الكوميدية غالبًا ما تكون قادرة على تحقيق مآثر كبيرة، مثل معجزة ماكس في الأميرة العروس . على الرغم من أنه ساحر شرير، فإنه ينقذ البطل المحتضر.

### المظهر الخارجي
غالبًا ما يتم تصوير المشعوذين والسحرة على أنهم عتيقي المظهر وكبيري السن، ذوي شعر أبيض، ولحى بيضاء طويلة مهيبة بما يكفي لاستضافة مخلوقات غابة كامنة أحيانًا. يسبق هذا التصوير النوع الخيالي الحديث، المستمد من الصورة التقليدية للمشعوذين مثل ميرلين. المشعوذ الشهير الذي دخل الثقافة الشعبية بشكل ملحوظ هو ين سيد من فلم فانتازيا من إنتاج شركة ديزني .
في إعداد حملة Dragonlance للعبة تقمص الأدوار Dungeons & Dragons ، يُظهر المشعوذين موائمتهم الأخلاقية من خلال أرديتهم.
وصف تيري براتشيت الجلباب بأنه طريقة مألوفة تثبت لأولئك الذين يلتقون بهم أنهم قادرون على ممارسة السحر.

### الحدود
غالبًا ما يضع مؤلفوا قصص الفانتازيا (الخيال) قيودًا على القدرات السحرية للمشعوذين لمنعهم من حل المشكلات بسهولة بالغة.  :616 في برنامج The Magic Goes Away من لاري نيفن، بمجرد استنفاد المانا (هي طاقة سحرية)، لا يمكن لأي مشعوذ استخدام السحر. :942 الحد الشائع الذي اخترعه جاك فانس في سلسلة The Dying Earth ، والذي تم نشره لاحقًا في ألعاب تقمص الأدوار هو أن الساحر يمكنه فقط إلقاء عدد محدد من التعاويذ في اليوم الواحد. :385
يمكن أن يتطلب السحر أيضًا تضحيات مختلفة أو استخدام مواد معينة، مثل الأحجار الكريمة أو الدم أو التضحية الحية. حتى إذا كان الساحر قادراً، فقد يكون الحصول على المادة صعبًا. يجمع AK Moonfire هذه الحدود في كتابه The Aubrey Stalking Portal .
يقتصر مدى معرفة المشعوذ على تعاويذ يعرفها ويمكنه أن يلقيها. قد يكون السحر محدودًا أيضًا بسبب خطره؛ إذا كانت موجة قوية يمكن أن تسبب ضررًا جسيمًا في حالة إساءة استخدامها، فمن المرجح أن يكون المشعوذين حذرين من استخدامها.  :142 أشكال أخرى من السحر محدودة بالعواقب التي، على الرغم من أنها ليست خطرة بطبيعتها، فهي غير مرغوبة على الأقل. في «سحر الأرض» (نوع من أنواع السحر) ، كل عمل سحري يشوه توازن العالم، والذي بدوره له عواقب بعيدة المدى يمكن أن تؤثر على العالم كله وكل شيء فيه. ونتيجة لذلك، لا يستخدم المشعوذون المختصون سحرهم لسبب تافه وبتهور.
في سلسلة Discworld الخاصة بـ Terry Pratchett ، فإن قانون الحفاظ على الواقع هو مبدأ تفرضه القوى التي تريد من المشعوذين عدم تدمير العالم، ويعمل على الحد من مقدار القوة التي يمكن استخدامها بشريًا. مهما كانت الوسائل الخاصة بك، فإن الجهد المبذول للوصول إلى الغايات يبقى كما هو. على سبيل المثال، عندما يلاحق المشعوذون في جامعة Unseen المشعوذ Rincewind في غابة Skund ، يرسل المشعوذون فرق البحث للذهاب والعثور عليه سيرا على الأقدام.

## الأسماء والمصطلحات

جرعة الحب إيفلين دي مورجان (1903)

يتم مناداة الأشخاص الذين يمارسون السحر من خلال العديد من الأسماء في أعمال الخيال الفانتازي، وتختلف المصطلحات على نطاق واسع من عالم خيالي إلى آخر.  :619
يستخدم مصطلح آرتشميج archmage في أعمال الخيال كعنوان لساحر قوي أو زعيم السحرة.  :1027

### أسباب التمييز بين السحرة
في سجلات الغابات المسحورة ، تصور باتريشيا وريد السحرة الذين يستخدمون السحر على أساس العصي والسحرة الذين يمارسون عدة أنواع من السحر، بما في ذلك سحر العلاج أو الشفاء.   في تخيلات ريجنسي ، تصور هي وكارولين ستيفرمر السحرة على أنهم متطابقون مع المشعوذين، على الرغم من أنهم أقل شأناً في المهارة والتدريب.

في ألعاب تقمص الأدوار، يتم تحديد أنواع المستخدمين السحريين بشكل أكبر ويتم تسميتهم بحيث يمكن للاعبين وخبراء الألعاب معرفة القواعد التي تنطبق.  :385 قدم Gary Gygax و Dave Arneson مصطلح «مستخدم سحر» في Dungeons & Dragons الأصلي كمصطلح عام لممارس السحر (من أجل تجنب دلالات المصطلحات مثل المشعوذ أو الساحر)؛ استمر هذا حتى الإصدار الثاني من Advanced Dungeons & Dragons ، حيث تم استبداله بـ mage (أصبح فيما بعد ساحرًا). تختلف القواعد الدقيقة من لعبة إلى أخرى. يتميز المشعوذون أو السحرة، كفئة من الشخصيات، بالقدرة على إلقاء أنواع معينة من السحر ولكنه ضعيف في القتال؛ تتميز الفئات الفرعية بنقاط القوة في بعض مجالات السحر والضعف في مجالات أخرى.

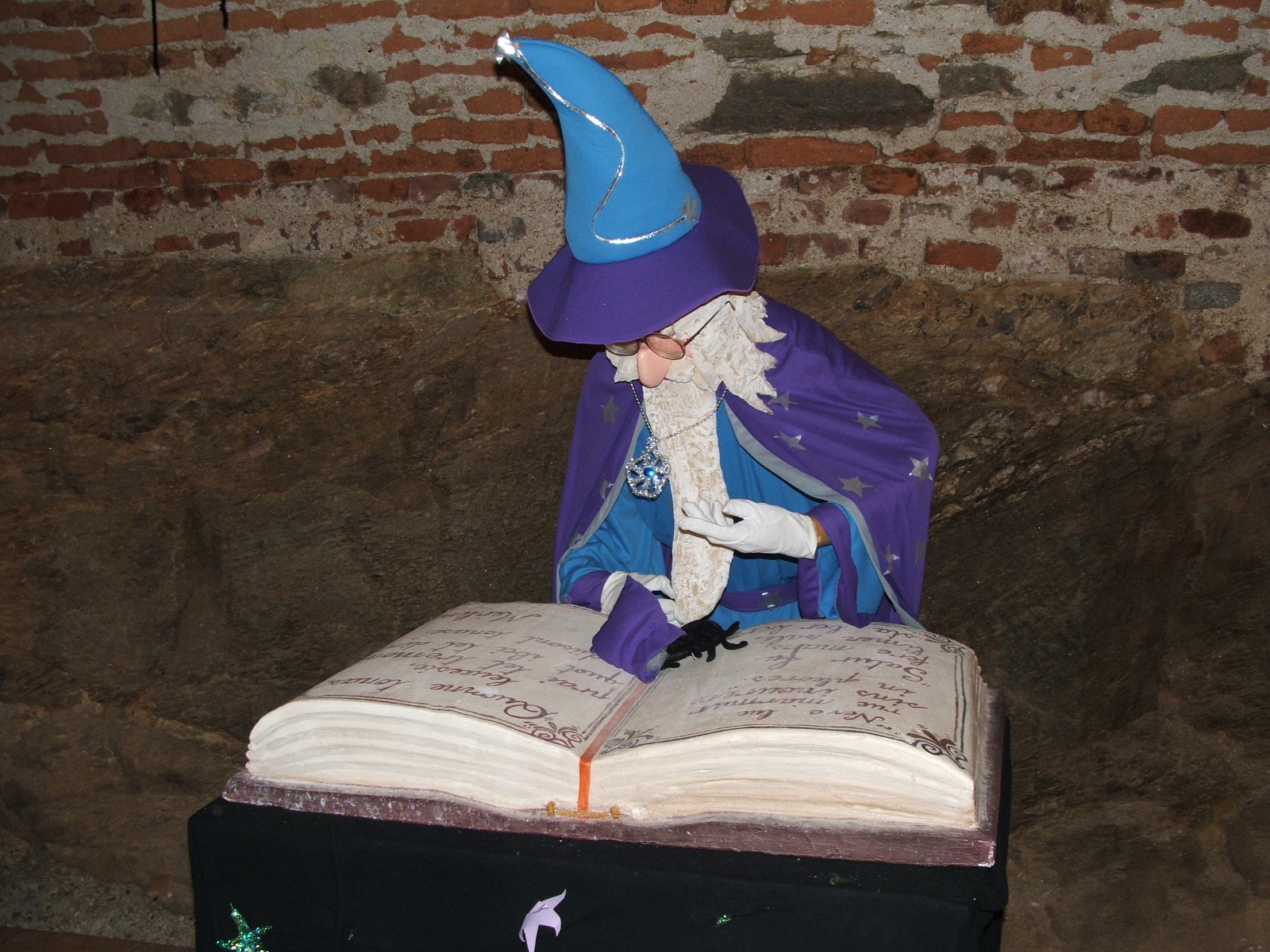
ساحر ذو شعر أبيض ولحية بيضاء مع أردية وقبعة

يقوم المشعوذون في كثير من الأحيان بممارسة نوع من السحر الذي لا ينتج الآثار المادية على الأشياء أو الأشخاص، وإنما يخدع المراقب أو الهدف من خلال خلق أوهام امامه. ويمارس الساحرون بشكل خاص هذا الشكل من السحر، غالبًا للاغراء.  :318
يستخدم مصطلح المشعوذ بشكل متكرر عندما يكون الساحر المعني شريراً.  :885
الشعوذة تحمل أيضًا دلالات شريرة. ل. فرانك بوم قام بتتلقيب جليندا «ساحرة الجنوب الجيدة» في ساحر أوز العجيب . في أرض أوز الرائعة، أطلق عليها اسم "Glinda the Good"، وفي الكتب اللاحقة، أشار إليها بوم بأنها ساحرة وليست مشعوذة لتجنب المصطلح الاخير الذي كان يعتبر شريراً.

## صفات السحرة
من الدوافع الشائعة في الخيال أن القدرة على استخدام السحر فطرية ونادرة في الغالب، أو يتم اكتسابها من خلال كمية كبيرة من الدراسة والممارسة.  :616 في كتاب الارض الوسطى، يقتصر السحر في الغالب على غير البشر، على الرغم من أن بعض الناس يكسبون كميات صغيرة ويصبحون معروفين بالسحرة. وفي العديد من الأعمال الروائية، يتم اعطائها لمجموعة «مختارة» من البشر، كما هو الحال في كتب هاري بوتر لجي كي رولينج، أو روايات ديريني كاثرين كورتز، أو عالم راندال غاريت اللورد دارسي .

## التعليم
يتعلم السحرة عادة التعاويذ من خلال قراءة مجلدات قديمة تسمى grimoires ، والتي قد يكون لها خصائص سحرية خاصة بها.  :126
بعض السحرة، حتى بعد التدريب، يواصلون تعليمهم من خلال تعلم المزيد من التعويذات، أو اختراع أخرى (وأشياء سحرية جديدة)، أو إعادة اكتشاف التعويذات، أو الكائنات، أو الأشياء القديمة. على سبيل المثال، الدكتور سترينج من عالم مارفل الذي يكافح لمعرفة المزيد عن السحر حتى بعد ان أصبح ساحر اعلى (ذو مستوى عالي). غالبًا ما يصادف مخلوقات لم يشاهدها منذ قرون أو أكثر. في نفس عالمه، يواصل الدكتور دوم السعي وراء المعرفة السحرية بعد إتقانها من خلال الجمع بين السحر والعلوم. وقام فريد وجورج ويزلي من Harry Potter بابتكار عناصر سحرية جديدة وبيعها كعناصر دفاع مشروعة.

## مواد سحرية

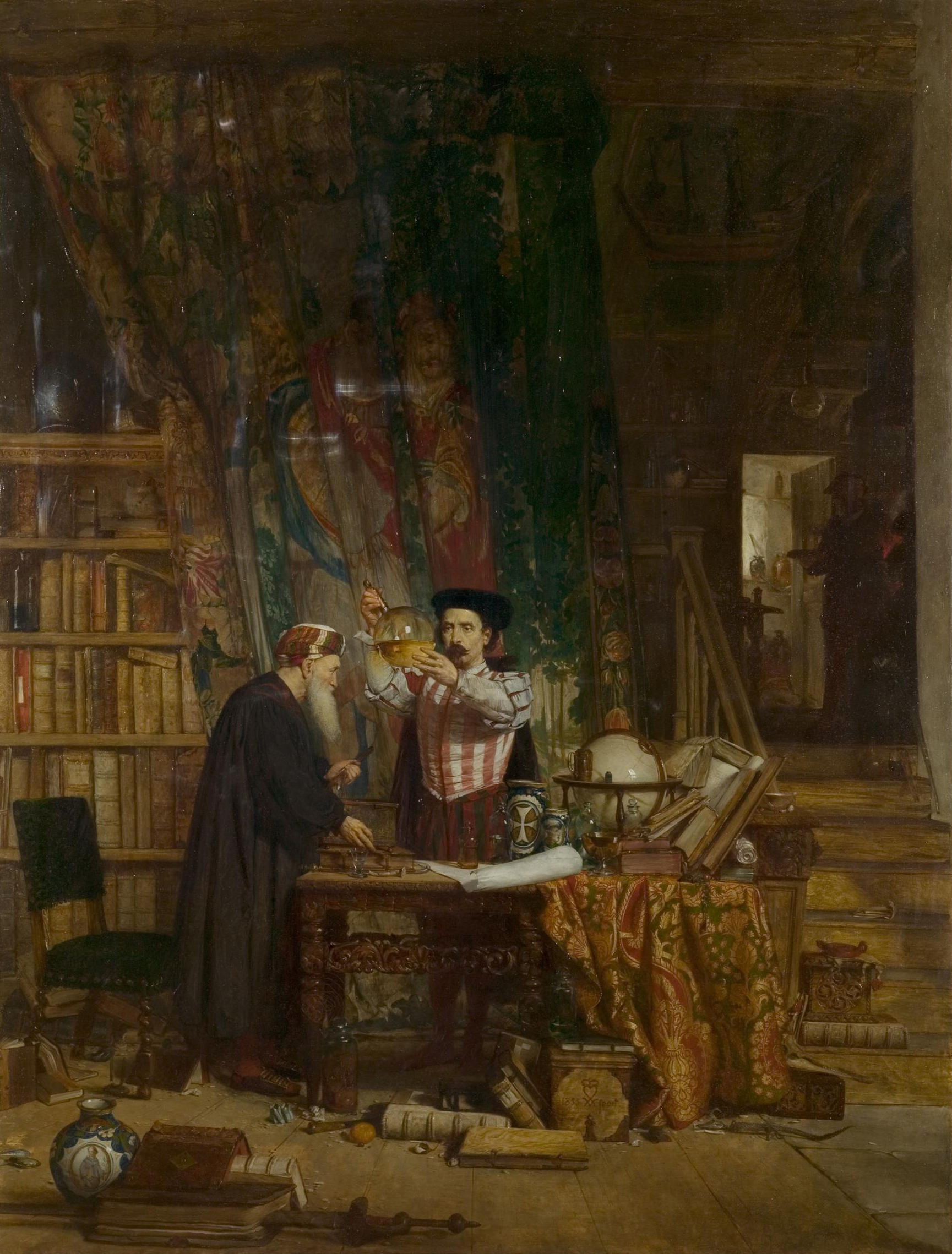
الخيميائي بقلم ويليام فيتس دوجلاس (1853): دراسة لمعرفة غامضة

تاريخياً، في العديد من أنواع السحر تتطلب التعويذة مواد نادرة وثمينة، مثل كرات الكريستال، والأعشاب النادرة (غالبًا ما يتم اختيارها من خلال الطقوس الموصوفة)، والمواد الكيميائية مثل الزئبق. هذا أقل شيوعًا في الفنتازيا حيث لا تتطلب العديد من التعاويذ أي مواد على الإطلاق  :617
منذ القدم تعتبر العصي كمتطلبات للساحر.  :152 ظهرت العصا السحرية الأولى في الأوديسة، التي استخدمها سيرس لتحويل رجال أوديسيوس إلى حيوانات. واظهرت حكايات إيطالية الصولجانات في أيدي الجنيات القوية في أواخر العصور الوسطى. اليوم، تنتشر العصا السحرية على نطاق واسع وتستخدم من Witch World إلى Harry Potter. في «سيد الخواتم» ، يرفض غاندالف تسليم عصاه، فيحطمها سارومان، مما تسبب في تجريد الأخير من قوته. هذا الاعتماد على عنصر سحري معين شائع وضروري للحد من قوة الساحر من أجل القصة - بدونها، قد تضعف قدرات الساحر أو تختفي تمامًا.  في عالم Harry Potter ، يجب على الساحر أن يبذل جهدًا وتركيزًا أكبر بكثير لاستخدام السحر بدون عصا، والقليل فقط يمكنهم التحكم في السحر بدونها . يعتبر أخذ عصا الساحر أو تحطيمها في المعركة يجرده من قوته وقدراته تقريباً.

## استخدامات السحر

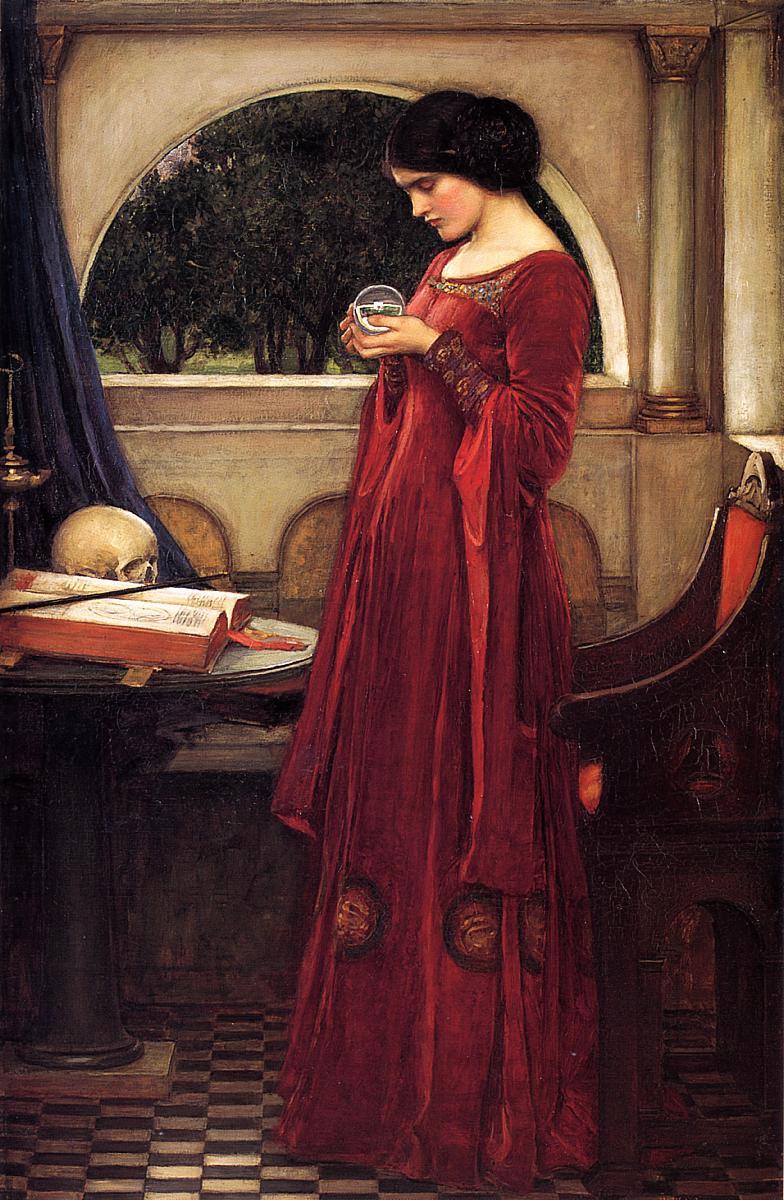
الكرة البلورية لجون ويليام ووترهاوس (1902): استخدام المواد لأغراض سحرية؛ البلورة، كتاب، جمجمة، وعصا

في العديد من عوالم السحر الخيالية يعيش السحرة في أوضاع من القرون الوسطى الزائفة ولا يتم فيها استخدام سحرهم في المجتمع؛ قد يخدمون كموجهين، أو يعملون كمرافقين، أو حتى يذهبون في مهمة بأنفسهم،  :1027 لكن سحرهم لا يبني الطرق أو المباني، أو يوفر التحصينات، أو السباكة، أو يقوم بأي من الوظائف الأخرى التي تقدمها الالات والاجهزة مثلا؛ تبقى عوالمهم على مستوى تكنولوجيا العصور الوسطى.
في أعمال أخرى، من الصعب تطوير السحر. في ريك كوك، خطر الدمار الذي يسببه السحر وصعوبة تحليله والسيطرة عليه أحبطت السحرة وجعلتهم تحت رحمة الجان حتى قام أحد السحرة باستدعاء مبرمج كمبيوتر من عالم مواز - عالمنا - للتحكم والسيطرة على السحر ووالقيام بالمهارات والتعاويذ بسهولة .
في أنواع أخرى، يتطور السحر والتكنولوجيا بالترادف؛ وهذا هو الأكثر شيوعًا في نوع التاريخ البديل. في هاري بوتر ، لدى السحرة مكافئات سحرية للاختراعات غير السحرية؛ كما هو الحال مع هوجورتس.
غالبًا ما تؤثر قدرات السحرة على أدوارهم في المجتمع.   من الناحية العملية، قد تمنحهم قدراتهم القوة؛ وقد يكونون مرشدين ناصحين عند الملوك، مثل عبد الله الكريدا في سيد الخواتم و Belgarath و Polgara والساحرة في دايفيد إددينغز وBelgariad . وقد يكونون حكامًا بأنفسهم، كما هو الحال في ER Eddison 's The Worm Ouroboros ، حيث كل من الأبطال والأشرار، سواء الملوك أو اللوردات، يكملون قوتهم الجسدية بالمعرفة السحرية، أو كما هو الحال في Jonathan Stroud 's Bartimaeus Trilogy ، حيث يوجد السحرة في الطبقة الحاكمة.  :1027 من ناحية أخرى، يعيش السحرة غالبًا مثل النساك، معزولين في ابراج أو كهوف أو بيوت غريبة وغالبًا في الغابات أو المستنقعات أو الجبال، ولا يفعلون أي تغيير في المجتمع. في بعض الأعمال، مثل العديد من أعمال باربارا هامبلي، يتم احتقارهم ونبذهم على وجه التحديد بسبب معرفتهم وقدراتهم وتصرفاتهم الغريبة . :745
في عالم السحر «ملفات درسدن» ، يحافظ السحرة بشكل عام على ظهور منخفض، على الرغم من عدم وجود حظر صريح للتفاعل علنا مع البشر الغير السحرة. بطل سلسلة المسلسل، هاري دريسدن، قالها علنا في الصفحات الصفراء تحت عنوان «ساحر»، على الرغم من أن المشعوذوين الاخرين مالوا إلى الاستياء لممارسته حرفته علانية. يستخدم درسدن في المقام الأول سحره لكسب عيشه في العثور على الأشياء المفقودة والأشخاص، وأداء طرد الأرواح الشريرة، وتوفير الحماية ضد كل ما هو خارق للطبيعة.